# François Petit (artista marcial)
François Petit (Lyon, Francia; 8 de noviembre de 1951) es un artista marcial y actor de cine francés.
Es más conocido por haberle dado vida a Sub-Zero en el filme Mortal Kombat y por su trabajo en Beyond the Mat, un documental de la lucha libre, atendiendo como artista el intérprete o ejecutante a la lucha libre de Mick Foley. Además trabajó como médico de la WWE, anteriormente llamado WWF y fue despedido ya que no es un profesional médico certificado en el estado de California u otros.[cita requerida]
- Datos: Q2568788